# 利格拉樂·阿𡠄
利格拉樂·阿𡠄（排灣語：Liglav A-wu，漢名高振蕙，1969年9月2日—）出生於屏東縣屏東市，為台灣原住民排灣族散文作家，國立東華大學華文文學研究所藝術碩士（MFA），除了散文作品，也出版兒童繪本。父親是外省人，母親是排灣族人。
其散文《夢中的父親》（收錄於《九歌100年散文選》，2012年）被列為2020年香港中學文憑試中文科卷一的白話文閱讀篇章。

## 作品列表
- 《誰來穿我織的美麗衣裳》晨星出版社1996年7月
- 《紅嘴巴的VuVu》晨星出版社1997年4月
- 《穆莉淡Mulidan：部落手扎》女書文化事業有限公司1998年12月
- 《故事地圖》遠流2003年6月
- 《祖靈遺忘的孩子》前衛出版社2015年12月
- 《女族記事》晨星出版社2024年2月